# Biserica de lemn din Săcelu

Biserica de lemn „Sfinții Împărați Constantin și Elena” din Săcelu, comuna Săcelu, județul Gorj, foto. septembrie 2011.

Biserica (sud-est)

Capăt de stâlp la pridvor

Biserica de lemn cu hramul „Sfinții Împărați Constantin și Elena” din Săcelu, comuna Săcelu, județul Gorj, a fost construită în secolul XIX și refăcută în secolul XX. Biserica se află pe noua listă a monumentelor istorice sub codul LMI:  GJ-II-m-B-09367.

## Imagini din exterior